# Beniamino Stella
Beniamino Stella (sinh 1941) là một Hồng y người Italia của Giáo hội Công giáo Rôma. Ông hiện đảm trách vai trò Hồng y Đẳng Giám mục Nhà thờ Hiệu tòa Porto-Santa Rufina, Tổng trưởng Thánh bộ Giáo sĩ, Chủ tịch Ủy ban Liên ngành cho các Ứng viên tiến đến Chức Thánh.
Trước khi đảm nhận vai trò Tổng trưởng Thánh bộ Giáo sĩ, Chủ tịch Ủy ban Liên ngành cho các Ứng viên tiến đến Chức Thánh, ông còn đảm nhận nhiều chức danh khác như: Khâm sứ Tòa Thánh tại Chad (1987-1989), Sứ thần Tòa Thánh tại Cộng hòa Trung Phi (1987-1992), Quyền Sứ thần Tòa Thánh tại Cộng hòa Congo (1987-1992), Quyền Sứ thần Tòa Thánh tại Chad (1989-1992), Sứ thần Tòa Thánh tại Cuba (1992-1999), Sứ thần Tòa Thánh tại Colombia (1999-2007), Chủ tịch Giáo hoàng Học viện về Nghệ thuật (2007-2013). Hồng y Stella được vinh thăng Hồng y năm 2014, bởi Giáo hoàng Phanxicô.

## Tiểu sử
Hồng y Beniamino Stella sinh ngày 18 tháng 8 năm 1941, tại Pieve di Soligo, Italia. Sau quá trình tu học dài hạn tại các cơ sở chủng viện theo quy định của Giáo luật, ngày 19 tháng 3 năm 1966, Phó tế Stella, 25 tuổi, tiến đến việc được truyền chức linh mục. Cử hành nghi thức truyền chức cho tân linh mục Stella là Tổng giám mục Costantino Stella, Tổng giám mục đô thành Tổng giáo phận L’Aquila. Ông là thành viên linh mục đoàn Giáo phận Vittorio Veneto.
Sau 21 năm thi hành các công việc mục vụ trên cương vị và thẩm quyền của một linh mục, ngày 21 tháng 8 năm 1987, Tòa Thánh ra thông báo loan tin Giáo hoàng đã quyết định tuyển chọn linh mục Beniamino Stella, 46 tuổi, gia nhập Giám mục đoàn Công giáo Hoàn vũ, với vị trí được bổ nhiệm là Tổng giám mục Hiệu tòa Midila, kiêm nhiệm chức danh Quyền Sứ thần Tòa Thánh tại Chad, Sứ thần Tòa Thánh tại Cộng hòa Trung Phi và Quyền Sứ thần Tòa Thánh tại Cộng hòa Congo. Lễ tấn phong cho vị giám mục tân cử được tổ chức sau đó vào ngày 5 tháng 9 cùng năm, với phần nghi thức truyền chức chính yếu được cử hành cách trọng thể bởi 3 giáo sĩ cấp cao, gồm vụ chủ phong là đương kim giáo hoàng, Giáo hoàng Gioan Phaolô II; hai vị giáo sĩ khác, trong vai trò phụ phong, gồm có Tổng giám mục Eduardo Martínez Somalo, Thành viên Văn phòng Phủ Quốc vụ khanh Tòa Thánh và Giám mục Jean Pierre Marie Orchampt, Giám mục chính tòa Giáo phận Angers.
Năm 1989, chức vụ của Tổng giám mục Stella tại Chad được thăng thành Quyền Sứ thần Tòa Thánh. Sau 5 năm thực hiện các công việc mục vụ trên vai trò của Sứ thần Tòa Thánh tại các quốc gia Châu Phi, Tòa Thánh quyết định thuyên chuyển Tổng giám mục Stella làm Sứ thần Tòa Thánh tại Cuba. Tin bổ nhiệm Tổng giám mục Stella vào vị trí mới được Tòa Thánh công bố cách rộng rãi vào ngày 15 tháng 12 năm 1992. Sau 7 năm, nhiệm vụ của ông tại Cuba kết thúc bằng quyết định từ Tòa Thánh bổ nhiệm ông làm Sứ thần Tòa Thánh tại Colombia, bắt đầu từ ngày 11 tháng 2 năm 1999.
Sau 8 năm đảm nhiệm vai trò của Sứ thần Tòa Thánh tại Colombia, Tòa Thánh quyết định thuyên chuyển Tổng giám mục Beniamino Stella về công tác tại Giáo triều Rôma, cụ thể bổ nhiệm làm Chủ tịch Giáo hoàng Học viện về Nghệ thuật. Thông cáo bổ nhiệm chức vụ mới này được Tòa Thánh công bố cách rộng rãi vào ngày 13 tháng 10 năm 2007.
Tổng giám mục Stella được Tân giáo hoàng Phanxicô chọn đảm trách vị trí Tổng trưởng Thánh bộ Giáo sĩ, kiêm thêm chức danh Chủ tịch Ủy ban Liên ngành cho các Ứng viên tiến đến Chức Thánh từ ngày 21 tháng 9 năm 2013. Không lâu sau đó, bằng việc tổ chức Công nghị Hồng y năm 2014 vào ngày 22 tháng 2, Giáo hoàng Phanxicô vinh thăng Tổng giám mục Beniamino Stella tước vị danh dự Hồng y. Tân Hồng y thuộc phẩm trật Hồng y Đẳng Phó tế và Nhà thờ hiệu tòa được chỉ định là Nhà thờ Ss. Cosma e Damiano. Ông đã đến cử hành các nghi thức nhận nhà thờ Hiệu tòa của mình vào ngày 25 tháng 5 năm 2014.
Ông được chỉ định làm Hồng y Đẳng Giám mục Nhà thờ Porto-Santa Rufina ngày 1 tháng 5 năm 2020.